# Rio Lambari (vattendrag i Brasilien, Minas Gerais, lat -19,50, long -45,00)
Rio Lambari är ett vattendrag i Brasilien.   Det ligger i delstaten Minas Gerais, i den sydöstra delen av landet, 500 km sydost om huvudstaden Brasília.
Omgivningarna runt Rio Lambari är huvudsakligen savann. Runt Rio Lambari är det ganska glesbefolkat, med 40 invånare per kvadratkilometer.